# كارلا شمعون
كارلا شمعون هي مطربة لبنانية من مواليد 1994وتعيش حاليا في بيروت.

## الحياة و الوظيفة
ولدت شمعون في بيروت لعائلة مسيحية. تتقن العربية و الإنجليزية و الفرنسية وتغني أيضًا باللغات الثلاث. على الرغم من أن شمعون أظهرت موهبة الغناء منذ الطفولة وأدت أيضًا عروضًا علنية، إلا أنها استسلمت في البداية لمقاومة متابعة مهنة الغناء ودرست الصحافة. ولكن في وقت لاحق، بعد أن اتصلت بها شركة إنتاج، تخلت أخيرًا عن دراستها لصالح مهنة الموسيقى.
تدرس شمعون الموسيقى والغناء في براغ وبيروت. تتنقل بين الموسيقى العربية والغربية وهي مستوحاة بقوة من موسيقى الجاز. غالبًا ما تغني شمعون أغلفة كلاسيكيات الجاز العالمية المشهورة، ولكنها تغني أيضًا مقطوعات موسيقية لكبار الملحنين العرب. وبالإضافة إلى اللغة اللبنانية، تستخدم أيضًا اللهجة الجزائرية بشكل واسع، مما جعلها معروفة في الجزائر.
في عام 2016، غنت شمعون إلى جانب عازفي الفلوت الشهير بيدرو أوستاش ومايكل فاضل أمام قصر اليونسكو في بيروت، وتلاها عدة حفلات فردية. في عام 2018، أصدرت شمعون ألبومها الأول أجمل تشي مع أوركسترا براغ الفيلهارمونية. وفي عام 2019، أقامت شمعون حفلاً موسيقياً كبيراً في دار الأوبرا بدمشق في سوريا. تبع ذلك ظهورها في الحفلات الموسيقية في سبع دول عربية، بما في ذلك المملكة العربية السعودية والأردن والإمارات العربية المتحدة و مصر، في عام 2021.

## أغانيها
- Rjaa

Rjaa · 2020
- Iza El Bokra

Ajmal Chi · 2018
- Qawiya

Qawiya · 2022
- Nashid El Makhloukat

Nashid El Makhloukat · 2020
- Kil Ma El Baher

Ajmal Chi · 2018
- Shou Byeb'a

Shou Byeb'a · 2020
Baada El Yom*
Baada El Yom · 2019
- Ghabet El Shams

Ajmal Chi · 2018
Ismaki Oummi*
Ismaki Oummi · 2018
- Asmoutou

Ajmal Chi · 2018
- Ajmal Chi

Ajmal Chi · 2018
- Waylon

Waylon · 2019
- Dakhlak Ya Wa'at

Ajmal Chi · 2018
Tal El Amar*
Ajmal Chi · 2018
- Ma Baddi Yak

Khat El Rajaa